# Недбайло Григорій
Григорій Недбайло (* — 1900 — †?) — майстер з виготовлення старосвітських бандур, імовірно з Чернігівщини.

## Біографія
Про майстра майже нічого не відомо. Збереглася лише одна бандура, автором якої точно є Недбайло. Цей інструмент має позначку на внутрішній стороні: зроблений 1900, а зрементований його сином. Це найстарший зразок старосвітської бандури, яка збереглася у ХХІ столітті.
Інструмент певний час належив миргородському кобзареві Михайлу Кравченку, а після його смерті опинився у бандуриста Василя Шевченка в Москві.
Після смерті Шевченка бандурист Георгій Ткаченко викупив інструмент у його вдови і подарував у 1930-х роках Музичному музеєві імені Глінки у Москві. Зараз інструмент далі знаходиться у Російській Федерації, тепер у Петербурзькій консерваторії.